# Delüün
Delüün (mongolisch Дэлүүн сум, ᠳᠡᠯᠢᠭᠦᠨ
 ᠰᠤᠮᠤ, auch: Deliin) ist ein Sum (Distrikt) des Aimag (Provinz) Bajan-Ölgii im Westen der Mongolei. Die Bevölkerung ist vornehmlich kasachisch. Die Einwohnerzahl beträgt 7.482 (Stand: Ende 2020).
Das Sum ist eines der größten der Mongolei in Bezug auf Fläche, Bevölkerung und Viehbestand.

## Geographie
Delüün ist ein Sum im Süden des Aimags. Es erstreckt sich zwischen der Grenze zu China (Xinjiang) im Westen und der Grenze zur Provinz Chowd im Osten. Im Süden grenzt es an Bulgan, im Norden an Tolbo und Altai Sum. Die Landschaft des Sum ist geprägt von den Bergen und Hügeln des Altai. Hauptort des Distrikts ist Raschaant (Рашаант).
Ein Bergsee ist der Chigirtey Nuur, bedeutende Flüsse sind Rashaantïn Gol und Delüün Gol, bedeutende Gipfel Büürgeteyn Uula, Bulag Uul und Tugreg. Im Süden führt der Pass Tüshinte Dabaa nach Bulgan.

## Geschichte
Delüün wurde von Kasachen besiedelt, die von der Nordseite des Altai-Gebirges einwanderte. Im Distrikt sind die Familien Harakhas (Харахас), Molkhi (Молхы) und Jantekey (Жантекей) ansässig.

### Verwaltung
Das Sum ist eingeteilt in 10 bagtai: Tal nuur (Тал нуур), Angirlag (Ангирлаг), Char uul (Хар уул), Tschichertei (Чихэртэй), Raschaant (Рашаант), Bugat (Бугат), Chöch serch (Хөх сэрх), Bürged (Бүргэд), Chöch tolgoi (Хөх толгой) und Chüiten nuur (Хүйтэн нуур).

## Persönlichkeiten
Volkshelden:
- M.Ikei (М.Икей)
- T. Nuga (Т.Нуга)
- Sh. Ulbolgan (Ш. Улболган)
- Jumagali (Жумагали), Zootechniker